# 大内村 (栃木県芳賀郡)
大内村（おおうちむら）は栃木県芳賀郡に属していた村である。

## 地理
現在の真岡市、旧真岡市の北部に位置する。
- 河川：鬼怒川、五行川

## 歴史
村名は、かつて存在した大内荘に由来する。

### 村域の変遷
- 1889年（明治22年）4月1日 - 町村制施行により、飯貝村、京泉村、田島村、上大田和村、堀内村、下大田和村、上鷺谷村、下鷺谷村、下籠谷村、清水村、原町新田、赤羽新田が合併し芳賀郡大内村が成立する。
- 1954年（昭和29年）3月31日 - 大内村は真岡町、山前村、中村とともに合併し真岡町が発足。大内村は消滅。

変遷表
| 1868年 以前 | 1868年 以前 | 明治22年 4月1日 | 昭和29年 | 昭和29年 | 現在   |
| 1868年 以前 | 1868年 以前 | 明治22年 4月1日 | 3月31日  | 10月1日  | 現在   |
| ----------- | ----------- | --------------- | -------- | -------- | ------ |
|             | 飯貝村      | 大内村          | 真岡町   | 市制     | 真岡市 |
|             | 京泉村      | 大内村          | 真岡町   | 市制     | 真岡市 |
|             | 田島村      | 大内村          | 真岡町   | 市制     | 真岡市 |
|             | 原町新田    | 大内村          | 真岡町   | 市制     | 真岡市 |
|             | 赤羽村新田  | 大内村          | 真岡町   | 市制     | 真岡市 |
|             | 清水村      | 大内村          | 真岡町   | 市制     | 真岡市 |
|             | 上大田和村  | 大内村          | 真岡町   | 市制     | 真岡市 |
|             | 堀内村      | 大内村          | 真岡町   | 市制     | 真岡市 |
|             | 下大田和村  | 大内村          | 真岡町   | 市制     | 真岡市 |
|             | 下籠谷村    | 大内村          | 真岡町   | 市制     | 真岡市 |
|             | 上鷺谷村    | 大内村          | 真岡町   | 市制     | 真岡市 |
|             | 下鷺谷村    | 大内村          | 真岡町   | 市制     | 真岡市 |

## 大字
- 飯貝（いいがい）
- 京泉（きょうせん）
- 田島（たじま）
- 原町新田（はらまちしんでん）
- 赤羽新田（あかばねしんでん）
- 清水（しみず）
- 上大田和（かみおおだわ）
- 堀内（ほりうち）
- 下大田和（しもおおだわ）
- 下籠谷（しもこもりや）
- 上鷺谷（かみさぎのや）
- 下鷺谷（しもさぎのや）

## 人口・世帯

### 人口
総数 [単位： 人]
| 1891年（明治24年） | 4,518 |
| 1920年（大正 9年） | 5,873 |
| 1935年（昭和10年） | 6,266 |
| 1950年（昭和25年） | 6,575 |

### 世帯
総数 [単位： 世帯]
| 1920年（大正 9年） | 1,064 |
| 1935年（昭和10年） | 1,095 |
| 1950年（昭和25年） | 1,447 |